# Sakari Simelius
Jaakko Sakari Simelius, född 13 november 1900 i Kuopio, död 18 maj 1985 i Helsingfors, var en finländsk militär och general i infanteriet (1959).

## Biografi
Simelius verkade under tiden mellan de båda världskrigen bland annat som utbildningsofficer och skyddskårsinstruktör. Han var under vinterkriget underhållschef vid en divisionsstab och under fortsättningskriget chef för en armékårsstab samt 1944 regementskommendör på Aunusnäset. Efter kriget var Simelius bland annat 1953–1955 chef för 3. divisionen, 1955–1959 infanteriinspektör och 1959–1965 kommendör för försvarsmakten. På sistnämnda post arbetade han bland annat för att åstadkomma en förbättring av försvarsmaktens materiel.
Simelius var en flitig skribent; hans artiklar publicerades bland annat i tidskrifterna Reserviupseerilehti, Tiede ja Ase och Sotilasaikakauslehti. Hans memoarer, Jalkaväenkenraalin muistelmat, utkom 1983 redigerade av Martti Sinerma.